# セヴォストラク

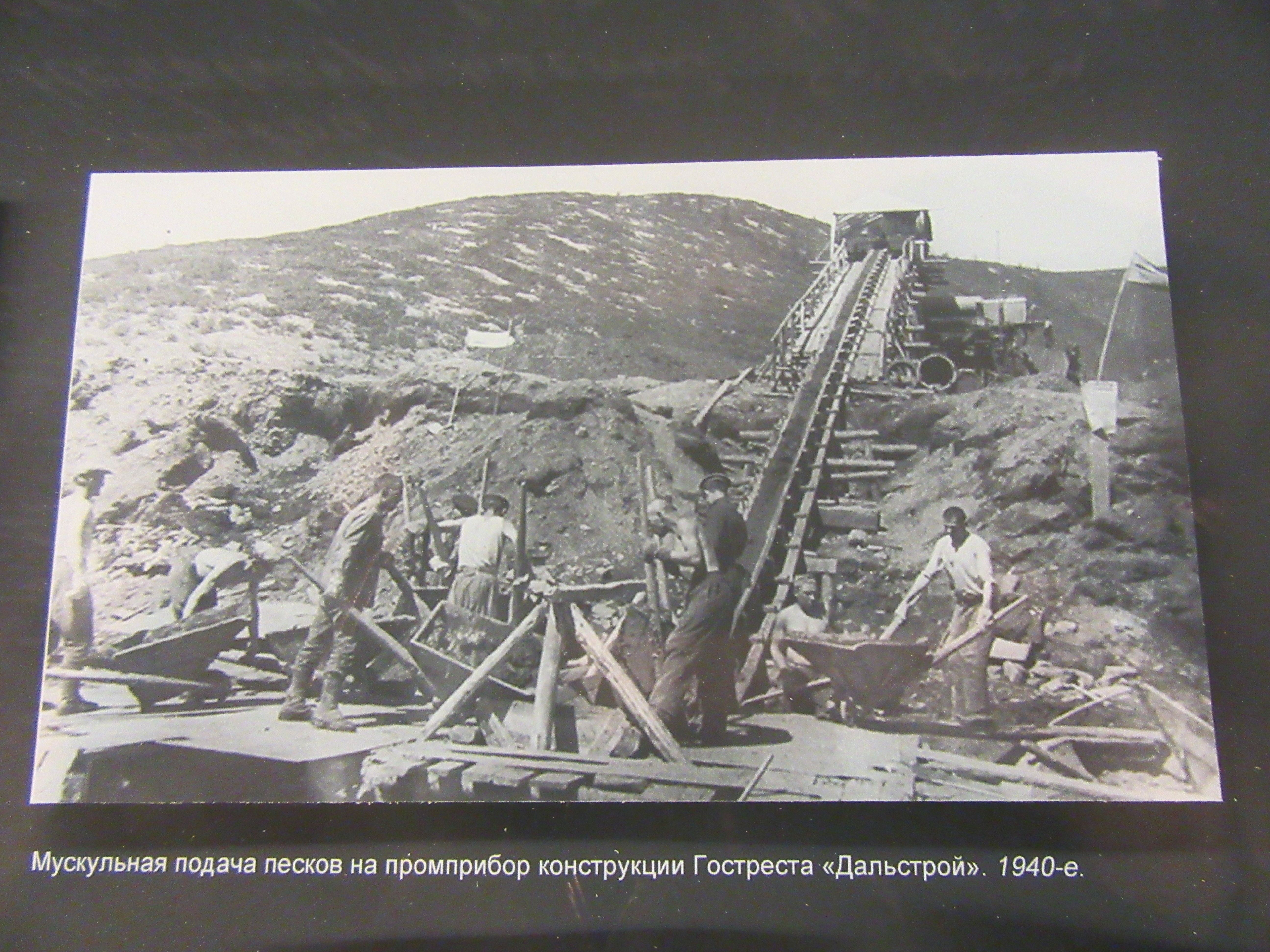
ラーゲリで働く収容者たち

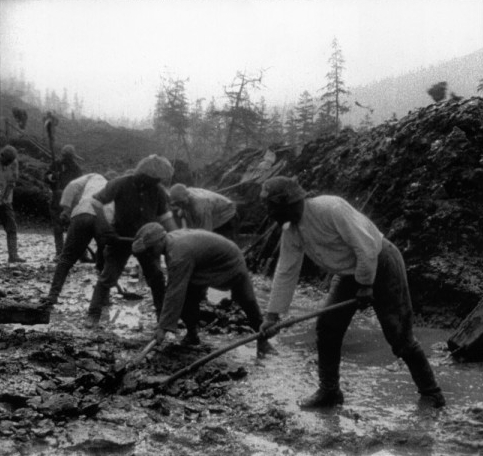
ラーゲリ収容者による道路建設。

セヴォストラク（ロシア語: Севвостлаг、英語: Sevvostlag）はセッヴォストラク、北東矯正労働ラーゲリなどとも呼ばれ、1931年からソ連内務人民委員部（後のソ連国家保安委員会KGB）に属した特務機関「ダリストロイ」（極北地方建設総局）がロシア北東地区で建設・管理した数々の強制労働キャンプ・システムを指す。各キャンプでは、おもに金などの希少金属採掘と、それの運搬に必要なコルィマ道路などの建設に従事させた。
1932年に1,100人で始まった囚人数は急激に増えて、1952年には170,557人のピークに達して、1953年にスターリンの死亡後は減少した。

## 本部
セヴォストラクの本部はマガダン州にあり、2回移動した後に、マガダン市に落ち着いた。

## 構成と囚人たち
沢山のラーゲリに分かれていた。1945-1949年には日本人シベリア抑留のキャンプもマガダンに開設された。

### 著名な囚人たち
- オシップ・マンデリシュターム - 詩人
- ヴァルラーム・シャラーモフ - 連作短編「コルィマ物語」などを書いた作家
- フセヴォロド・ザデラツキー (Vsevolod Zaderatsky) - ロシア／ウクライナの作曲家、ピアニスト
- ニーナ・ガーゲン＝トルン (Nina Gagen-Torn) - 詩人、作家
- パヴロ・フルィスチウク (Pavlo Khrystiuk) - ウクライナ出身の歴史家、ジャーナリスト
- ボリス・ルチョフ (Boris Ruchyov) - マグニトゴルスクの詩人
- セルゲイ・コロリョフ - 大陸間弾道弾の開発責任者